# BMW F30
La BMW F30 è la sesta generazione della BMW Serie 3, un'autovettura di segmento D prodotta dal 2012 al 2019 dalla casa automobilistica tedesca BMW. La versione familiare, introdotta l'anno dopo e denominata Touring, prende la sigla F31.

## Profilo e storia

### Genesi e debutto
La sesta generazione della Serie 3 è stata sviluppata nel corso dei tardi anni 2000, nel periodo in cui l'allora capo designer Chris Bangle lasciò la BMW ed affidò il timone del suo reparto ad Adrian van Hooydonk, che già contribuì in maniera assai valida al disegno delle linee di precedenti modelli quando ancora era collaboratore di Bangle.
Trattandosi del modello BMW dalle maggiori potenzialità commerciali (al momento del suo debutto la Serie 3, nelle sue prime cinque generazioni aveva totalizzato circa 12 milioni di esemplari in tutto il mondo), il fermento era grande, sia presso gli atelier stilistici dove la valente squadra di van Hooydonk lavorava alle linee del nuovo modello, sia presso il reparto tecnico, dove i progettisti ebbero l'idea di utilizzare per la nuova berlina lo stesso pianale della seconda generazione della Serie 1, opportunamente rivisto ed allungato nel passo. Da sempre, uno dei punti dolenti delle varie generazioni della Serie 3 era costituito dalla limitata abitabilità posteriore, un neo che sebbene fosse stato via via ridotto, continuava comunque a far sentire almeno in parte i suoi effetti. Rimanendo invece sul piano squisitamente tecnico, il pianale della F20 avrebbe permesso più facilmente alla nuova Serie 3 di utilizzare i nuovi motori turbocompressi da 1.6 litri nelle versioni di base, com'era nei progetti dei responsabili e dei vertici dell'azienda, ed in ossequio alla tendenza al downsizing sempre più pronunciato che stava diffondendosi a macchia d'olio presso quasi tutte le Case automobilistiche.
I primi rendering della stampa si ebbero intorno al 2009, per divenire più frequenti l'anno seguente, quando cominciarono a circolare i primi prototipi camuffati per i test di prova su strada. In effetti, si voleva migliorare ed ulteriormente affinare le già eccellenti qualità dinamiche delle gamma E90 e delle sue derivate Touring, coupé e cabriolet.
Il debutto della nuova Serie 3 F30 non avvenne nell'ambito di una kermesse automobilistica, ma presso il BMW Welt, il noto parco commerciale situato a Monaco di Baviera, dedicato unicamente alle vetture BMW ed a esse relative. Qui, il 14 ottobre del 2011, la F30 è stata svelata al pubblico per la prima volta. Subito dopo, la vettura ha cominciato ad apparire anche sui siti internet BMW di tutto il mondo. La berlina E90, tuttavia, rimase a listino fino alla fine dello stesso anno.
L'avvio della sua commercializzazione è fissata per l'11 febbraio 2012, inizialmente nella sola configurazione berlina a tre volumi e a quattro porte. Gli allestimenti previsti sono quattro: uno di base ed altri tre denominati Luxury, Sport e Modern.

### Design ed interni

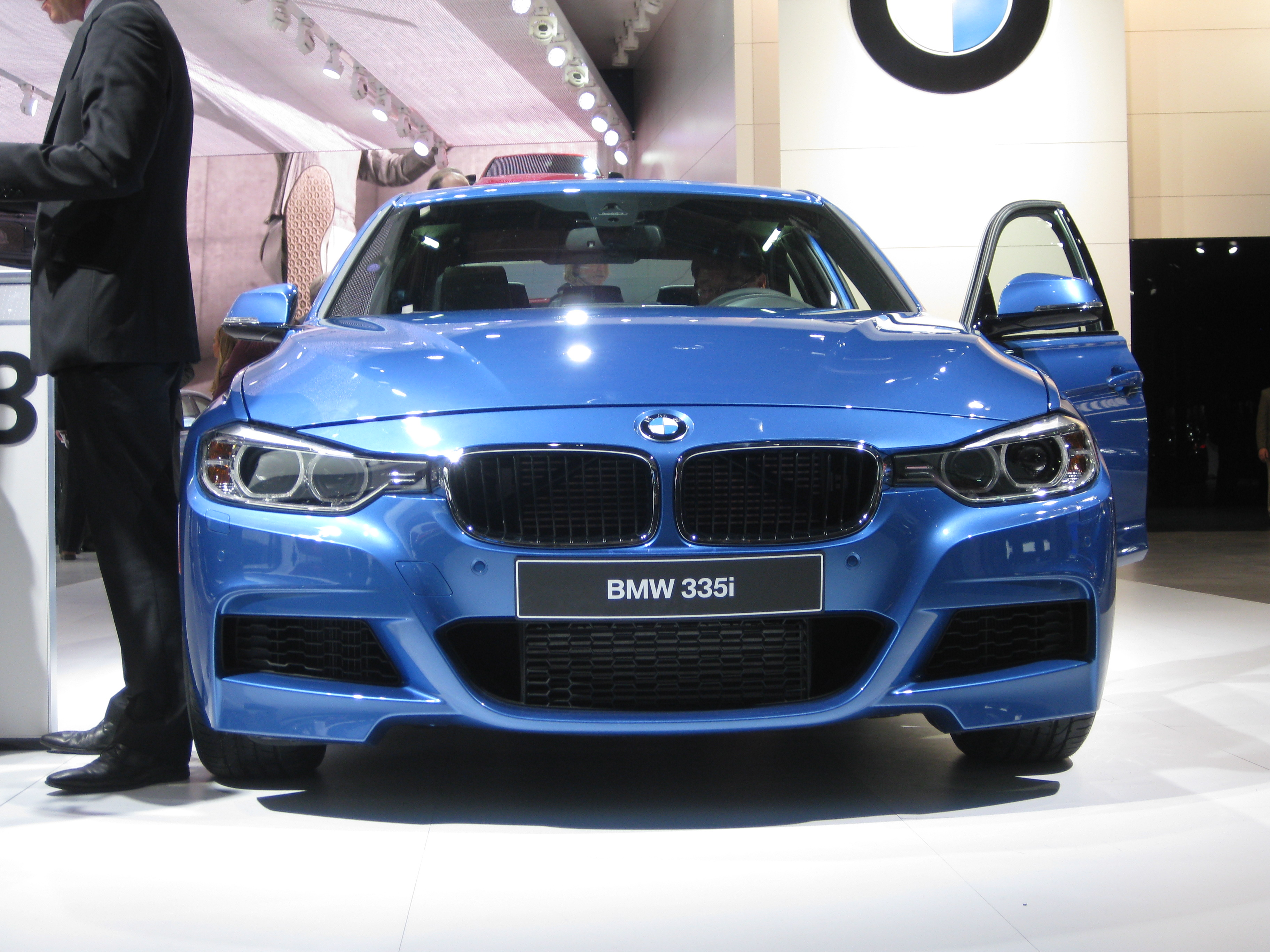
Dettaglio anteriore di una 335i in versione Msport; notare il paraurti specifico per questo allestimento e i caratteristici "fari ad occhi d'angelo" che vanno a toccare il doppio rene BMW

Va detto che già dalla diffusione delle prime immagini ufficiali, la F30 non mancò di suscitare qualche perplessità per via di alcune soluzioni stilistiche giudicate troppo forzate. Ma in generale la vettura attirò su di sé una buona impressione generale per la classica impostazione tipica non solo del marchio, ma nella fattispecie del modello stesso. Il lavoro svolto dai designer fu infatti quello di reinterpretare concetti stilistici classici e risalenti addirittura alle prime generazioni della Serie 3. Si ritrovano così il corpo vettura dalle "spalle larghe", ben piantato a terra, il profilo a cuneo che da sempre ha caratterizzato le precedenti Serie 3 e il muso proteso in avanti. Proprio il frontale, ha attirato su di sé alcune perplessità per via dei suoi nuovi gruppi ottici protesi verso il centro e che vanno a toccare la classica calandra a doppio rene, quest'ultima giudicata una forzatura da una non trascurabile fetta di pubblico. Tali gruppi ottici sono del tipo sdoppiato, ormai un must per la Casa tedesca, e propongono un taglio aggressivo e minaccioso. Quasi a voler costituire un legame con la precedente generazione, il cofano motore propone quattro nervature longitudinali, simili a quelle che hanno caratterizzato a suo tempo il cofano motore della E90 post-restyling.
Aggressivo è anche il disegno del paraurti anteriore, quasi una sorta di ghigno minaccioso. Qui sono state ricavati due convogliatori di aria dalla funzione aerodinamica. Tali aperture ottimizzano il flusso aerodinamico lungo le ruote anteriori e permettono una maggiore penetrazione aerodinamica, contribuendo in maniera leggera anche alla riduzione dei consumi. A tale proposito, va detto che il Cx ottenuto per la nuova berlina è stato appena di 0.26, un valore quasi da record. La vista laterale, pulita nelle linee e tutto sommato piuttosto sobria, non manca però di slanci dinamici, riscontrabili nei passaruota bombati, nel padiglione spiovente e nella nervatura longitudinale che parte dal parafango anteriore e solca la fiancata in corrispondenza delle maniglie porta fino a toccare i gruppi ottici posteriori. Un tocco di classicità è dato anche dalla presenza, anche in questo caso, del noto gomito di Hofmeister. La coda è stata un'altra fonte di perplessità per la sua eccessiva similitudine stilistica con la parte posteriore della contemporanea generazione della Serie 5, ossia la F10. Si ritrovano quindi i fari dal disegno "ad L" e la coda tronca con un lieve accenno di spoiler integrato nella zona del portello bagagli.

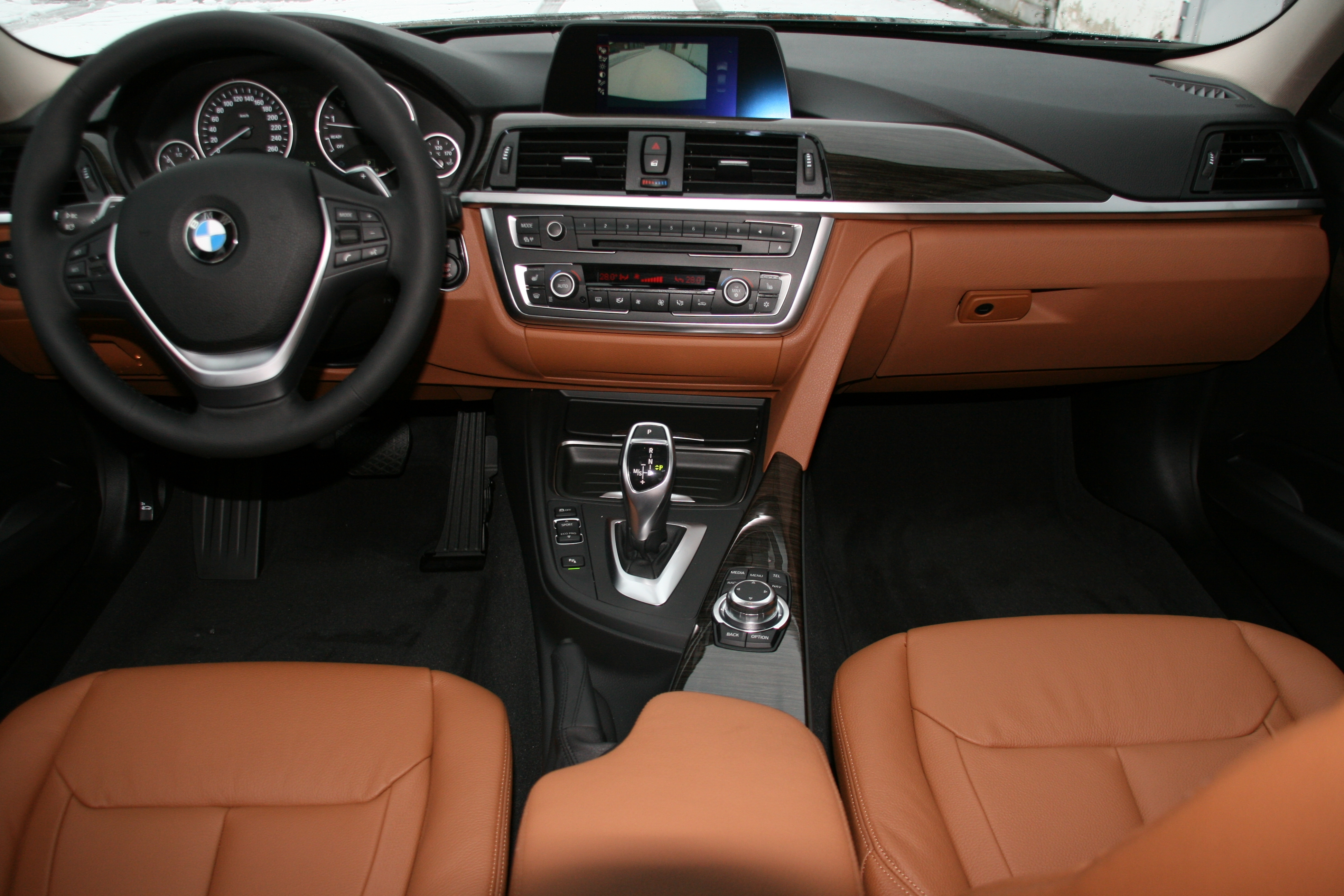
Interni di una BMW 328i

Per gli interni della F30, i designer BMW hanno pensato di reintrodurre il cockpit orientato al conducente, scomparso nella precedente generazione, ed allo stesso tempo hanno anche pensato di suddividere la zona anteriore dell'abitacolo in un'area destinata al conducente ed una dedicata al passeggero, ed allora ecco che il tunnel centrale appare molto massiccio e pronunciato. Quanto al cockpit, esso risulta orientato di circa sette gradi verso il conducente. Il cruscotto è a quattro strumenti circolari del tipo black panel, mentre la plancia, anch'essa massiccia, è dominata dal grande display dell'iDrive. La manopola di quest'ultimo è stata sistemata in posizione asimmetrica rispetto al tunnel, in maniera tale da poter essere utilizzato più facilmente anche dal passeggero. Grazie alle dimensioni del corpo vettura sensibilmente aumentate, migliora anche l'abitabilità, specie nella zona anteriore, ma anche posteriormente, dove i passeggeri possono disporre di 18 mm in più per le gambe ed 8 mm in più di altezza. Un risultato che in realtà non così impressionante, visto l'aumento di 93 mm della lunghezza esterna totale e di 50 mm nel passo. In aumento anche la volumetria del bagagliaio, con 20 litri in più a disposizione, per un totale di 480 litri.

### Struttura, meccanica e motori
Per sfruttare le sinergie con altri modelli della Casa, la F30 nasce sul pianale della seconda Serie 1, la F20, debitamente allungato nel passo (+50 mm) ed allargato nelle carreggiate (+37 mm davanti e +48 mm dietro). Dal momento che le specifiche imponevano un corpo vettura più grande, si è reso necessario un più intensivo utilizzo di leghe leggere ed acciai ad alta resistenza per realizzare la scocca della nuova vettura. Ed allora ecco che in media la F30 arriva a pesare circa 40 kg in meno rispetto alla E90 pur risultando quasi 10 cm più lunga. Gran parte dell'aumento in lunghezza è stata destinata al frontale, sia per esigenze di sicurezza passiva (è più incisiva l'azione di deformazione delle zone ad assorbimento d'urto), sia per una migliore distribuzione dei pesi, con il motore sistemato in posizione ancor più arretrata rispetto all'avantreno, fatto che ha permesso il raggiungimento di una distribuzione pressoché perfetta dei pesi tra avantreno e retrotreno.

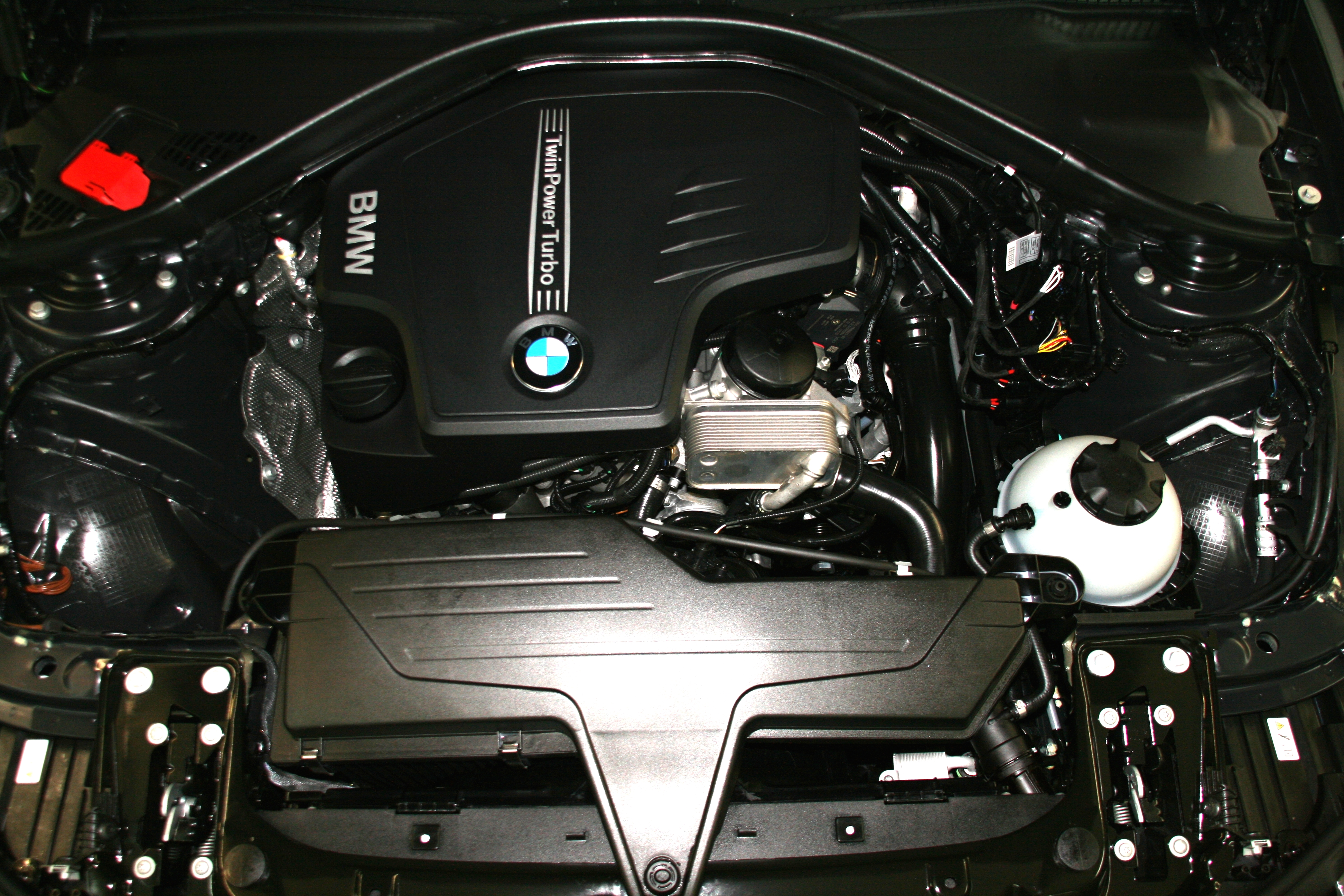
Il vano motore di una 328i

Per quanto riguarda le sospensioni, la F30 fa tesoro degli insegnamenti della E90, già una delle migliori berline del suo segmento quanto a tenuta di strada e precisione di guida, e ne evolve ulteriormente le caratteristiche, grazie ad un avantreno a doppio snodo e ad un retrotreno nuovamente del tipo multilink a cinque bracci, ma rivisto ed ottimizzato. Lo sterzo a cremagliera è provvisto di un servocomando elettromeccanico dal peso ridotto e dal bassissimo fabbisogno energetico. Anche questa è una delle tante soluzioni volte al risparmio energetico, secondo quanto recita il programma EfficientDynamics oramai applicato universalmente su tutti i modelli BMW. Tale sterzo è stata anche tarato per una ottimale precisione di guida e per interfacciarsi con il nuovo avantreno. L'impianto frenante è a quattro dischi autoventilanti, coadiuvati da accessori come l'ABS, l'ESP, l'ASC+T, il CBC e l'assistenza alla frenata d'emergenza. È presente anche il sistema di recupero dell'energia in frenata, un altro punto fermo del programma EfficientDynamics, e che al momento del debutto della F30 sta progressivamente diffondendosi anche presso altre Case automobilistiche.
Al suo debutto, la F30 è stata proposta in quattro motorizzazioni, due a benzina e due a gasolio:
- 328i, vera novità della gamma iniziale, equipaggiata con il nuovo motore N20 da 1997 cm³, sovralimentato mediante turbocompressore twin-scroll ed in grado di erogare fino a 245 CV di potenza massima;
- 335i, versione di punta della gamma, equipaggiata con lo stesso motore della precedente 335i, vale a dire il motore N55 da 2979 cm³ con turbocompressore twin-scroll e 306 CV di potenza massima;
- 320d EfficientDynamics, versione ecologica, equipaggiata da un motore N47 da 1995 cm³ con tecnologia turbodiesel common rail e potenza massima di 163 CV;
- 320d, strettamente imparentata con la versione da 163 CV, ma più prestante grazie ai suoi 21 CV di potenza massima in più.

A parte la 328i, quindi, tutte le altre versioni sono strettamente derivate dalla gamma E90. Se nella precedente generazione, con la 335i si ebbe un ritorno al turbo benzina da parte della BMW, con la nuova gamma F30 tutte le versioni sono sovralimentate, sia a benzina che a gasolio.
Il cambio utilizzato di serie su tutta la gamma è un manuale a 6 marce, ma in alternativa è previsto per tutte le versioni il nuovo cambio automatico ZF ad 8 rapporti.

## Evoluzione

### I primi anni

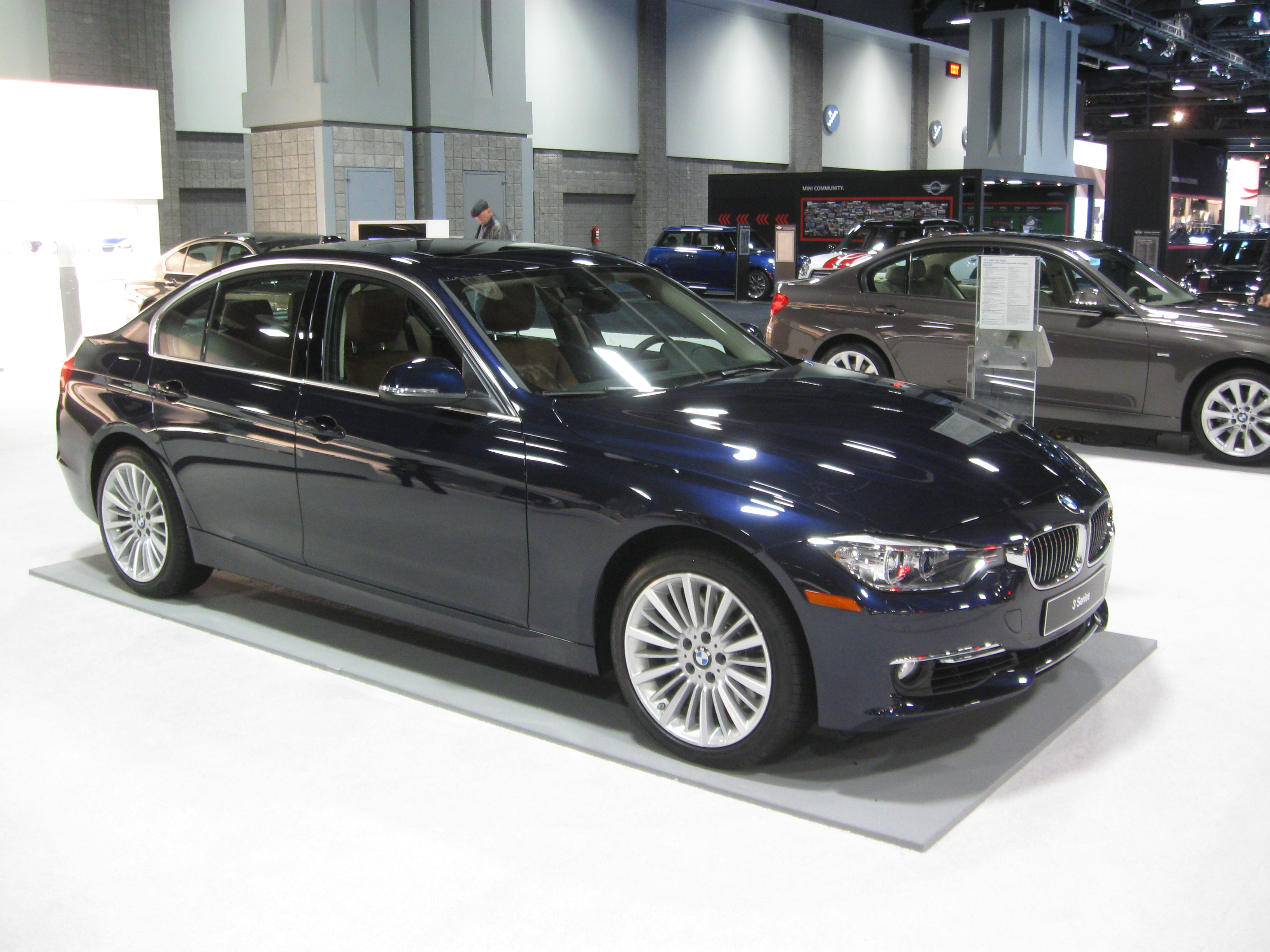
Una 335i, versione di punta della gamma fino all'arrivo della M3

Al Salone di Ginevra del 2012 è stata presentata la variante ibrida, denominata Activehybrid 3, la cui commercializzazione, però, è stata fissata per l'autunno seguente. Un mese dopo, ad aprile, entrano in listino tre nuove versioni: la 320i (spinta dallo stesso motore della 328i, ma depotenziato a 184 CV), la 316d (equipaggiata da un'unità da 1995 cm³ in grado di erogare 116 CV) e la 318d (spinta dallo stesso motore della 316d, ma con potenza portata a 143 CV). Nel mese di giugno, invece, comincia la produzione della F31, ossia la nuova versione station wagon destinata a sostituire la precedente giardinetta E91. Contemporaneamente debutta nella gamma il 3 litri turbodiesel da 258 CV, già introdotto l'anno precedente sulla più grande Serie 5 F10.
Dalla seconda metà di luglio è invece possibile ordinare le versioni a trazione integrale, che come le precedenti Serie 3 post-restyling si affidano alla tecnologia xDrive per la gestione "intelligente" della trazione sui due assi. Questa è disponibile su tutta la gamma della Serie 3 tranne che nelle versioni 316d e 318d. Contemporaneamente alle versioni xDrive, e solo per il mercato cinese, viene introdotta la Serie 3 a passo lungo, contrassegnata con la sigla F35. Durante la stessa estate debutta sulla F30 il 3 litri turbodiesel N57 da 258 CV, disponibile sia nella berlina sia nella nuova versione Touring che ha esordito in contemporanea. Tale motorizzazione, che caratterizza la 330d, è al suo esordio l'unica a disporre di serie del cambio automatico Steptronic ad 8 rapporti.

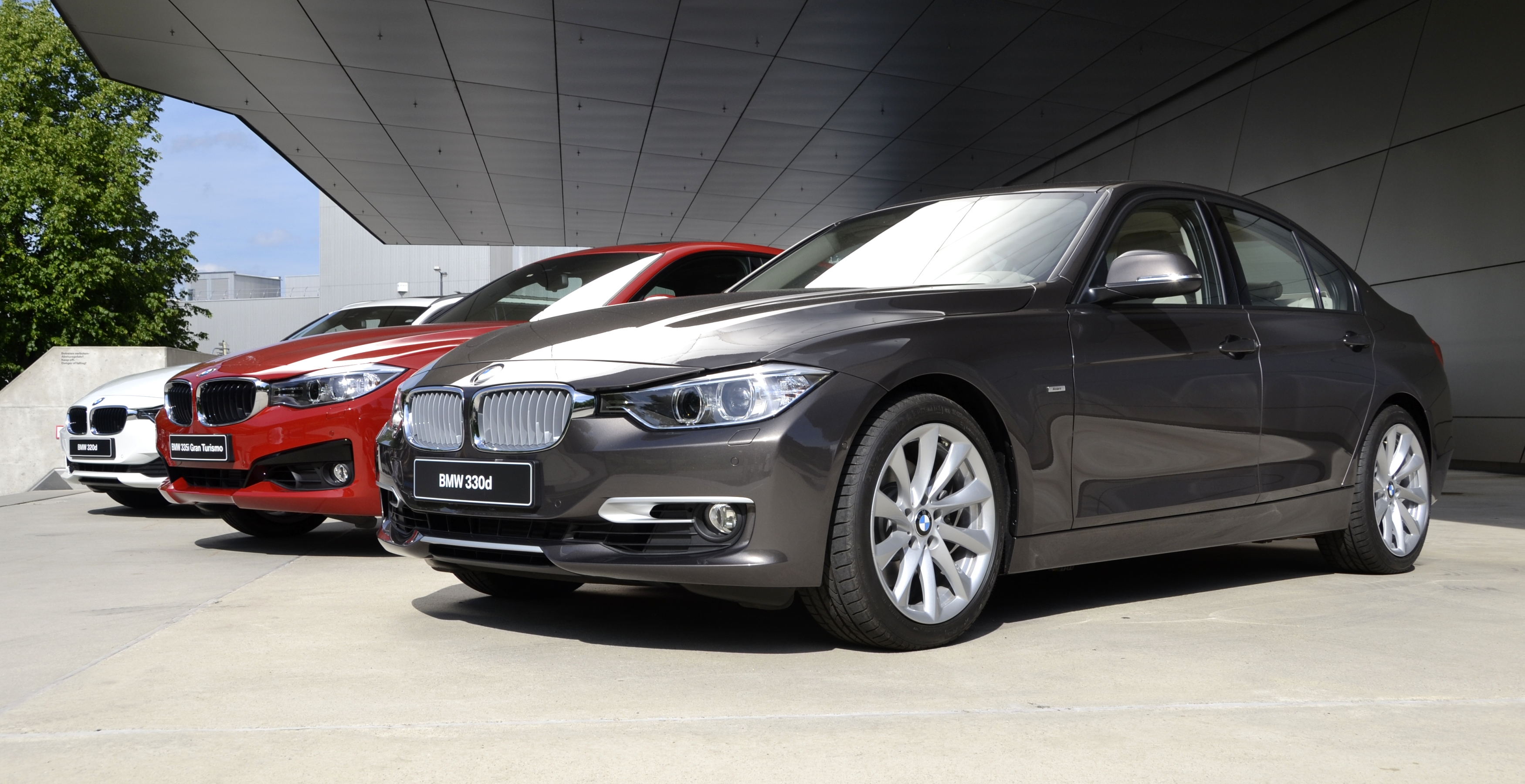
Da destra, dettaglio di una Serie 3 berlina e di una Serie 3 GT al BMW Welt

A partire dal mese di settembre del 2012 la gamma si amplia verso il basso con l'arrivo delle versioni 316i e 320i Efficient Dynamics, entrambe equipaggiate con il 1.6 N13 turbo, rispettivamente da 136 e da 170 CV. La versione più potente, in particolare, si distingue dalla 320i normale per il motore meno potente e con cilindrata inferiore, fatto che dovrebbe garantire minori emissioni inquinanti e minori consumi. Queste due versioni sono previste solo con carrozzeria berlina.
Nel marzo del 2013 il gap compreso tra la 320d e la 330d si colma con l'arrivo della 325d, provvista da un 2 litri biturbo diesel da 218 CV, motore che sostituisce la precedente versione da 204 CV (vincitrice a suo tempo del titolo di motore dell'anno). Contemporaneamente la 330d diviene disponibile anche con trazione integrale. Poco tempo dopo si ha una nuova entrata nella gamma, con l'arrivo della nuova Serie 3 GT (nome in codice F34), con carrozzeria polivalente, simile ad un incrocio tra una coupé a 4 porte ed una station wagon.

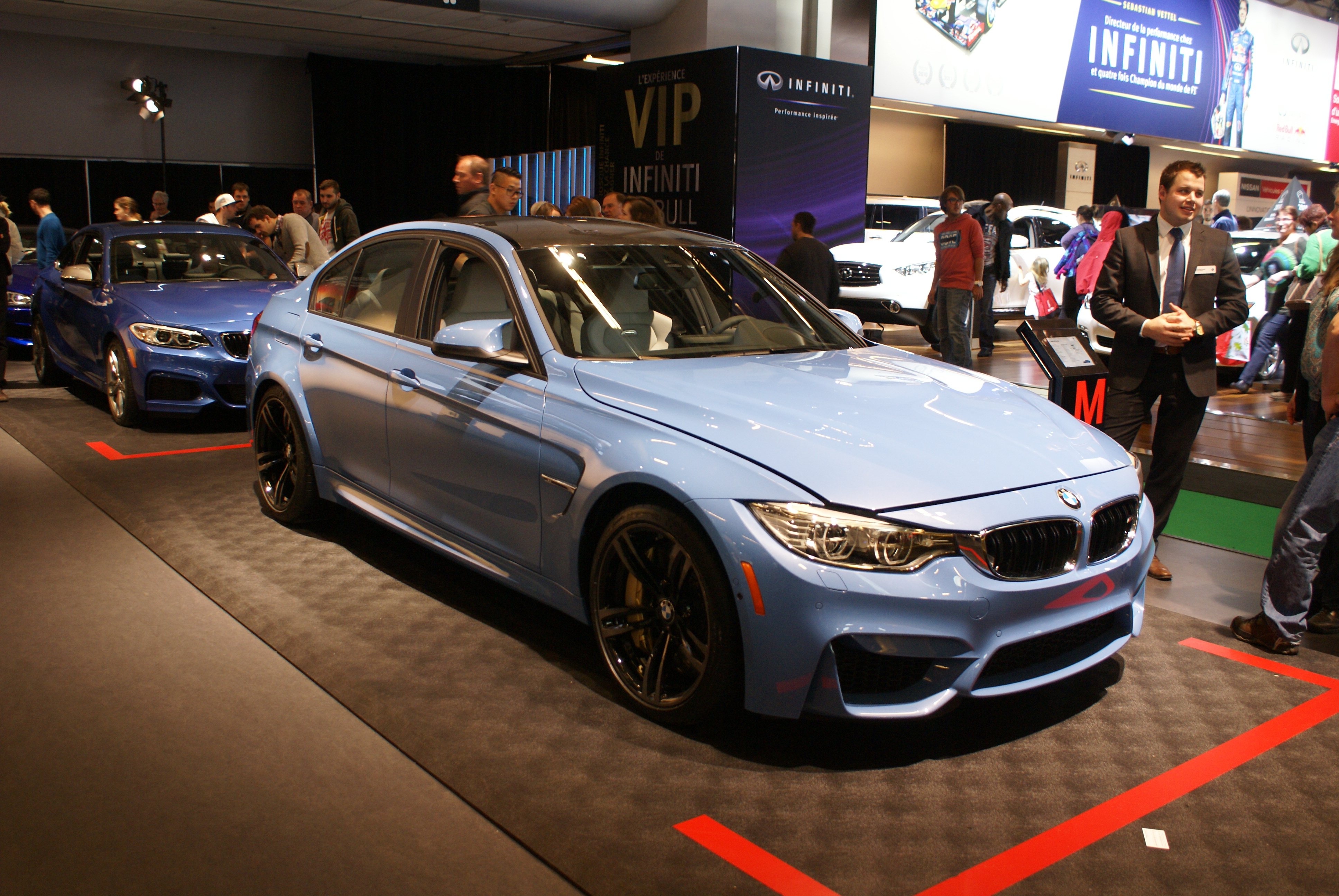
La nuova M3 su base F30, prevista solo con carrozzeria berlina

Durante l'estate del 2013 la trazione integrale approda anche nella zona bassa della gamma F30 con l'arrivo della 318d xDrive, disponibile sia berlina che Touring e che condivideva il propulsore con la 318d normale. Ma si hanno novità anche al vertice della gamma, con l'arrivo della 335d, proposta solo a trazione integrale e inizialmente solo con carrozzeria berlina. Tale versione usufruisce del potente 3 litri biturbo diesel da 313 CV già diffuso su altri modelli della gamma. Sempre durante l'estate vengono diffuse le prime immagini della nuova coupé su base F30, che però non andrà a far parte della Serie 3, ma verrà commercializzata come Serie 4 (sigla F32).
Nei primi mesi del 2014 si ha l'arrivo della versione di punta, la M3, spinta da un'evoluzione del 3 litri già utilizzato per la 335i. Tale motore è stato dotato di doppia sovralimentazione, più altre modifiche volte a rendere particolarmente performante il propulsore stesso. Alla fine di tale rivisitazione, questa unità motrice giunge ad erogare fino a 431 CV di potenza massima. Si tratta di un ritorno al 6 cilindri per la versione di punta della Serie 3, che tra l'altro sarà l'unica a fregiarsi del nome M3. La versione coupé, infatti, avendo mutato la sua denominazione in Serie 4, vedrà la top di gamma cambiare analogamente nome in M4, sebbene il motore utilizzato sia sempre lo stesso.

### Restyling 2015

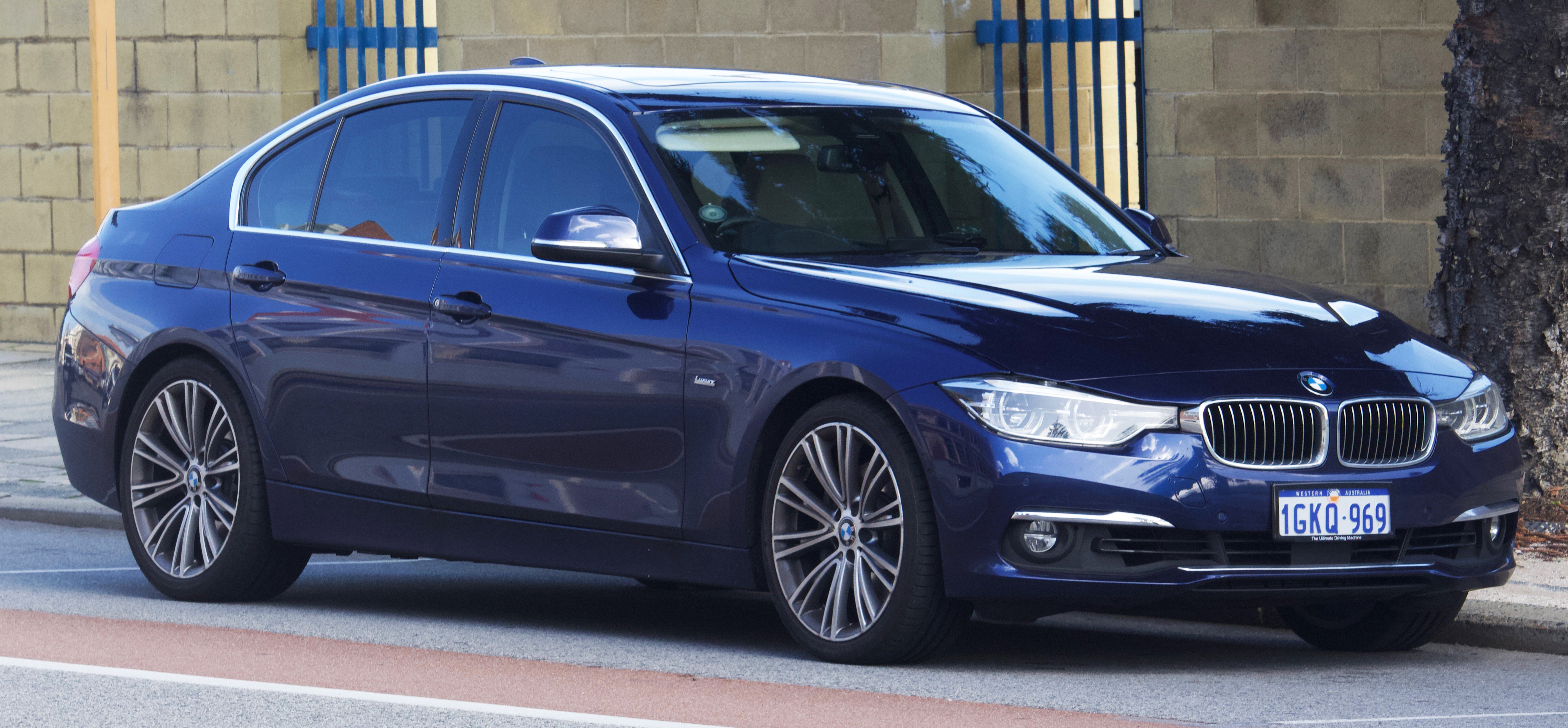
Restyling 2015

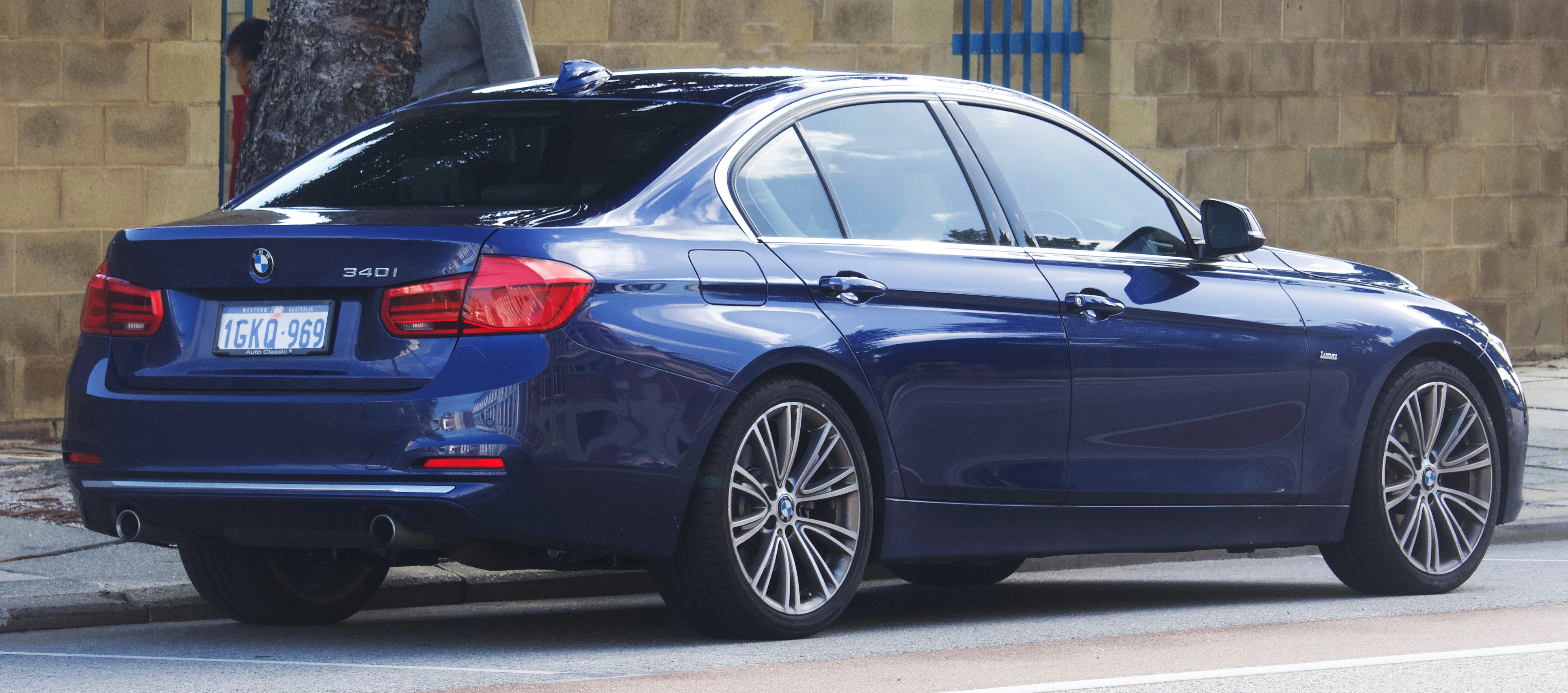
Restyling 2015

Un anno e mezzo dopo, vale a dire nell'estate del 2015, i listini BMW europei hanno visto la comparsa della Serie 3 F30 sottoposta al restyling di mezza età. Per quanto riguarda l'estetica, gli aggiornamenti sono stati assai discreti, quasi impercettibili: leggermente ridisegnati i fari anteriori, così come anche quelli posteriori, i quali integrano la tecnologia a led. Leggerissimi aggiornamenti anche al paraurti anteriore, mentre all'interno dell'abitacolo viene ridisegnata la console centrale. Gli aggiornamenti sono molto più corposi dal punto di vista tecnico, poiché si hanno alcune novità di rilievo, prima fra tutte il debutto dell'unità tricilindrica (B38B15) da 1499cm³ sovralimentata mediante  turbocompressore. Tale unità, montata già sotto il cofano della Mini Cooper e della supercar ibrida di casa la BMW i8, è in grado di erogare una potenza massima di 136 CV e va ad equipaggiare la nuova versione di base della gamma, ossia la 318i che va a sostituire la precedente 316i. Più in generale, comunque, le motorizzazioni sono interessate ad un generale rinnovamento che passa per la sostituzione dei vecchi propulsori con una nuova generazione di unità modulari strettamente imparentate tra loro (e con il già citato tre cilindri a benzina). Fanno eccezione solo le unità 6 cilindri a gasolio, sia turbo che biturbo, e il 2 litri biturbo diesel da 218 CV, i quali rimangono invariati. Per il resto, debuttano quindi il nuovo 2 litri a benzina, sempre da 184 CV ma con maggiori doti di coppia motrice, il precedente 328i guadagna 7 CV arrivando così a 252 e prendendo la denominazione di 330i, il 3 litri a benzina da 2998 cm³ arriva invece a 326 CV, il 2 litri diesel nelle potenze di 116 CV (come nel vecchio 2 litri a gasolio ma con migliore coppia motrice), 150 e 190. Solo la 320i Efficient Dynamics ha cessato di essere prodotta senza più avere una versione che ne raccogliesse il testimone.
Nel marzo del 2016 anche la 325d, unica versione rimasta ancora con il vecchio propulsore N47 si adeguò al resto della gamme e beneficiò così dell'arrivo del nuovo B47, qui nella variante da 224 CV.
Nei successivi due anni e mezzo di carriera della berlina non vi furono altre novità di rilievo e la gamma rimase pressoché immutata fino all'autunno del 2018, quando la sola berlina venne tolta dai listini per lasciare spazio alla settima generazione della Serie 3, presentata poco tempo prima al Salone di Parigi e a quel punto già ordinabile. Le altre due varianti di carrozzeria sono rimaste invece ancora in listino in attesa di ulteriori sviluppi della nuova gamma appena introdotta.

### La versione Touring (F31)

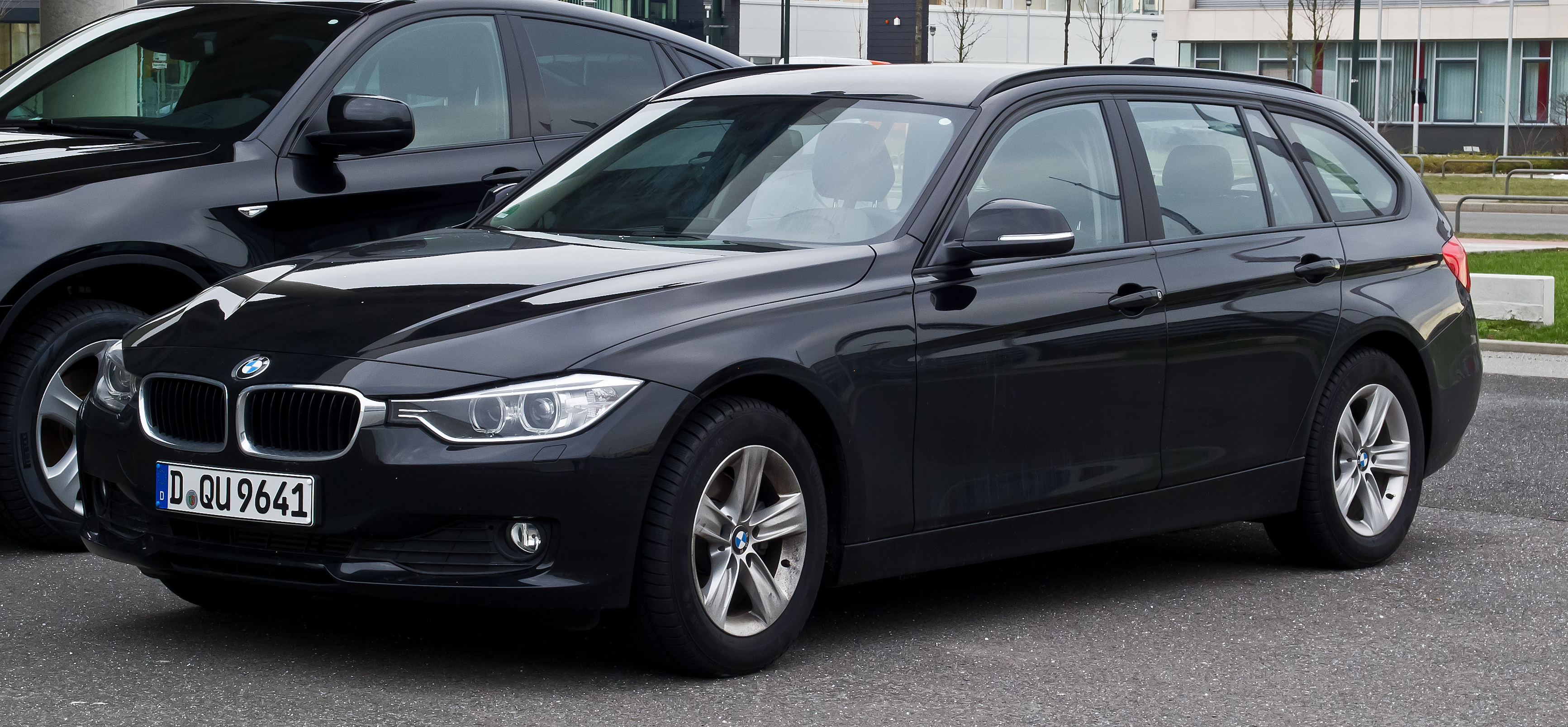
Una Serie 3 Touring F31

La produzione della Touring su base F30, siglata F31, viene avviata nel giugno del 2012, anche se la commercializzazione è stata fissata per il mese di settembre. Rispetto alla berlina da cui deriva, cambia ovviamente il disegno della parte posteriore della carrozzeria, votata alla praticità di utilizzo ed alla possibilità di stivare un maggior numero di bagagli. Anche internamente, la parte anteriore dell'abitacolo riprende tutte quelle caratteristiche già viste nella berlina, mentre posteriormente si hanno diverse novità, come per esempio il divano posteriore frazionabile in tre parti, secondo lo schema 40:20:40. Il bagagliaio è stato ampliato rispetto alla E91, passando dai precedenti 460 litri a ben 495. Nel segmento delle station wagon premium, solitamente non generosissime come capacità del vano bagagli, la F31 va quindi a collocarsi al primo posto. Inoltre, tra i vari contenuti propri di questo modello, vanno segnalati il portellone con apertura motorizzata ed il lunotto apribile separatamente. A richiesta, è anche possibile avere un pacchetto che include la possibilità di aprire il portellone in automatico, senza bisogno di chiavi, ma grazie ad un movimento del piede sotto il paraurti posteriore. Ciò costituisce una caratteristica utile, per esempio, quando si ha la necessità di caricare un oggetto pesante o ingombrante poiché si evita di posarlo per prendere le chiavi per poi doverlo risollevare. In ogni caso, comunque, la soglia di carico è stata abbassata a 62 cm, per un carico ancor più agevole e senza sforzi eccessivi. Sono presenti anche altri accessori utili per lo stivaggio dei bagagli, come ad esempio una barra di alluminio che può trattenere il bagaglio in maniera tale che non venga sballottato all'interno del bagagliaio. Tra gli optional è presente anche il tetto panoramico.

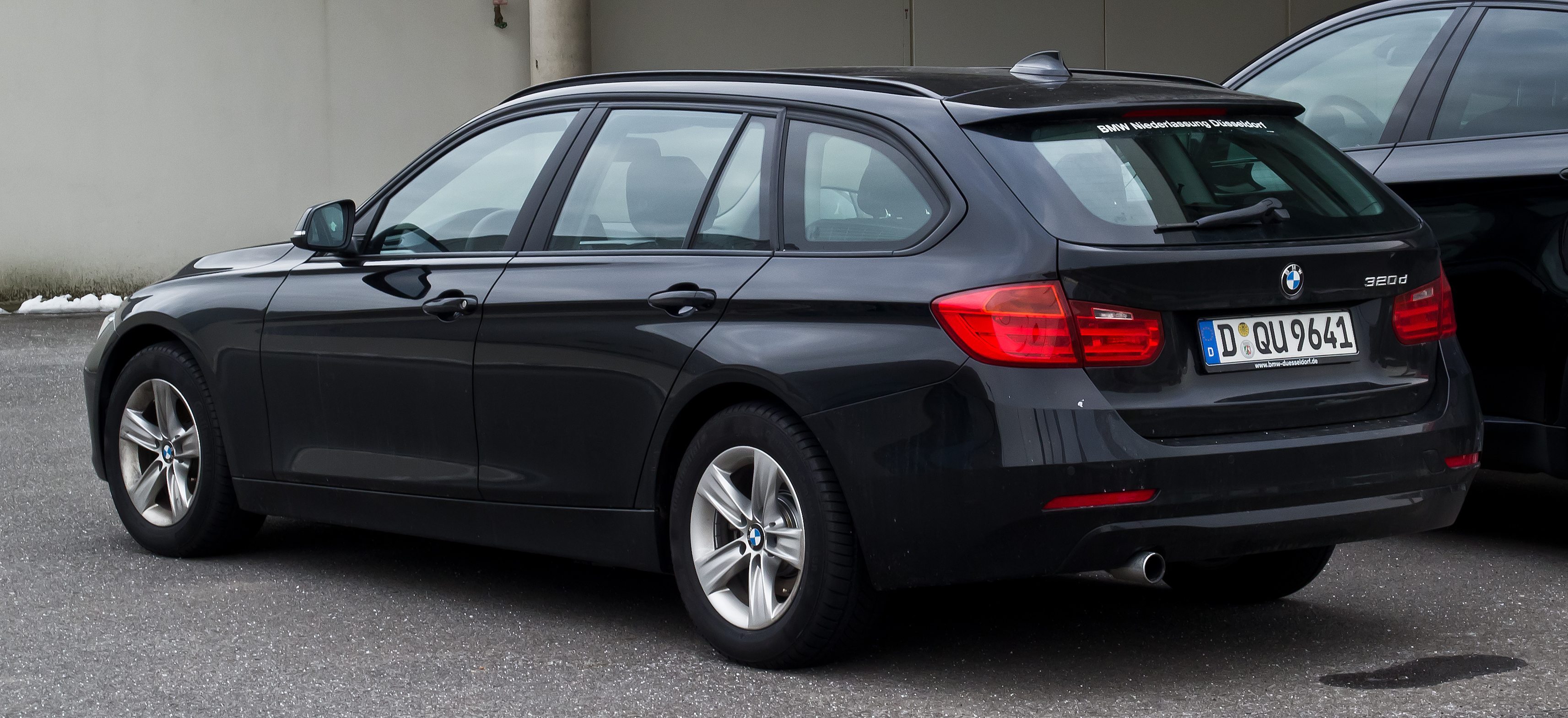
Vista posteriore di una BMW 320d Touring

Al suo debutto, la Serie 3 Touring F31 è prevista in tutte le versioni della berlina tranne la 335i e la 320i EfficientDynamics, e nella sola configurazione a trazione posteriore. Le versioni con trazione integrale, la 335i e la "piccola" 316i faranno la loro comparsa solo a partire dal marzo 2013, assieme alla versione 325d. L'unica differenza rispetto alla berlina sta nel fatto che la 335i xDrive Touring è prevista dalla Casa con cambio automatico di serie, mentre la berlina monta il consueto manuale a 6 marce. La versione 335d xDrive arriverà con carrozzeria Touring solo alcuni mesi dopo il suo lancio come berlina, e più precisamente nel mese di dicembre.
Il restyling del 2015 ha interessato anche la versione station wagon della Serie 3, che quindi ha beneficiato anch'essa dell'arrivo delle nuove motorizzazioni. La produzione della versione Touring cessa nel mese di maggio del 2019, per lasciare il posto alla nuova station wagon realizzata sulla base della nuova Serie 3, presentata il mese successivo e siglata G21.

### La versione a passo lungo (F35)
Da luglio 2012, presso lo stabilimento BMW di Shenyang, in Cina, è partita la produzione della BMW F30 a passo lungo. In questa versione, la distanza tra i due assali è stata aumentata di 11 cm, con conseguente miglioramento dell'abitabilità interna. La gamma è composta di tre sole versioni, tutte con motori a benzina: 320Li, 328Li e 335Li. A queste versioni è accoppiato un cambio automatico, mentre per quanto riguarda gli allestimenti, sono disponibili solo i livelli Modern e Luxury.

### La versione coupé: BMW serie 3 (F32)
Nel 2013 entra in produzione la vettura coupé derivata dalla serie 3 F30. La BMW ha deciso di denominare le vetture berline e station wagon utilizzando i numeri dispari, e le vetture coupé, cabrio e spider utilizzando i numeri pari. Pertanto, a differenza delle serie 3 E36, E46 e E90, la vettura coupé derivata dalla serie 3 F30 non si chiama serie 3 coupé, ma serie 4.

## Versioni ibride

### La ActiveHybrid 3

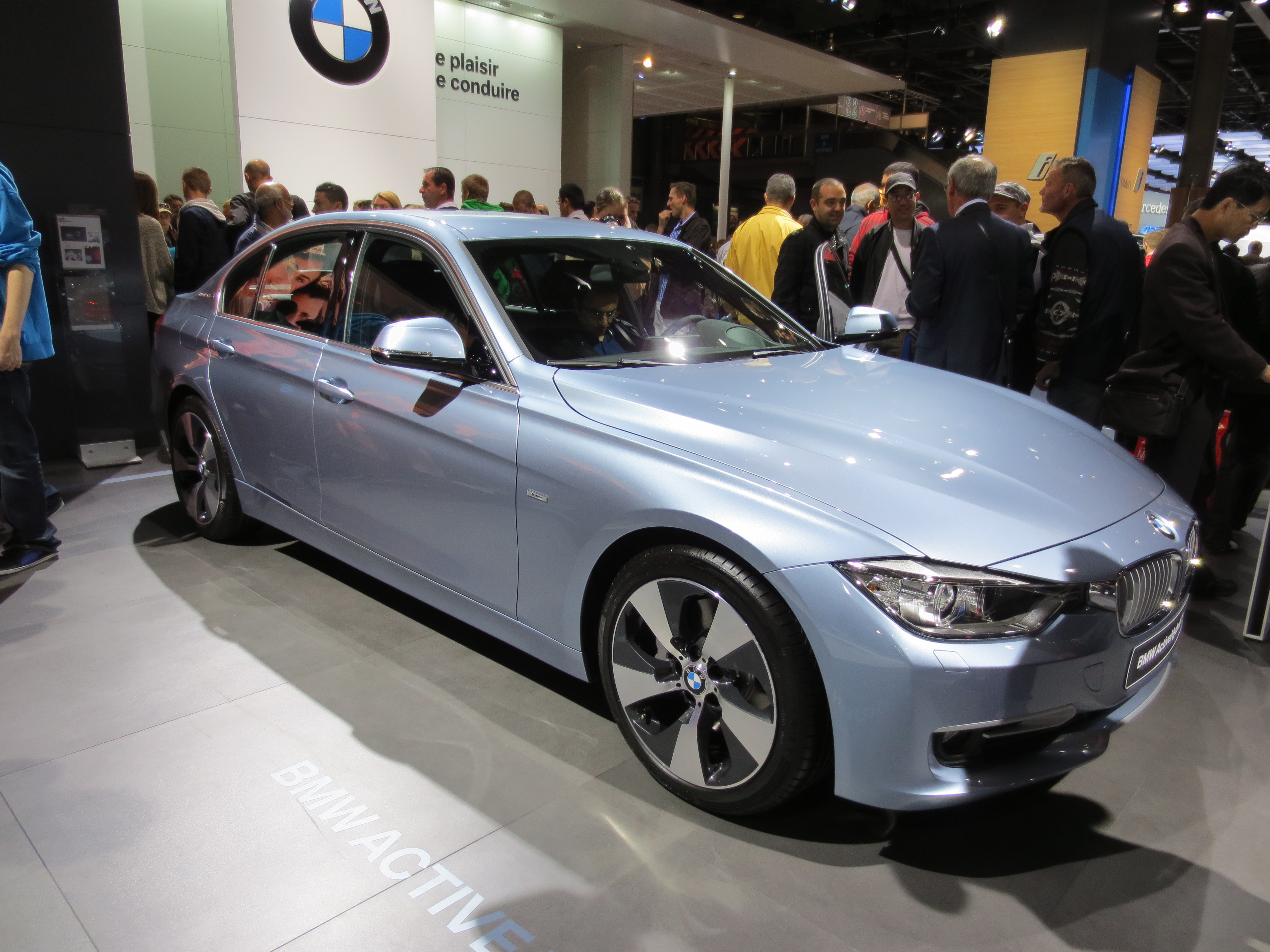
Una ActiveHybrid 3

Nel gennaio 2012, al Salone di Detroit, BMW ha presentato ufficialmente la ActiveHybrid 3, modello ibrido derivato dalla F30 e che va ad unirsi alle altre tre ibride già in commercio, la ActiveHybrid 5, la ActiveHybrid 7 e la ActiveHybrid X5.
Esteriormente, la ActiveHybrid 3 si differenzia poco dagli altri modelli con motorizzazioni più tradizionali: principalmente spiccano i nuovi cerchi da 18 pollici dal disegno studiato appositamente per ridurre al minimo le interferenze aerodinamiche. La presenza del pacco batterie sotto il bagagliaio ne riduce la capacità di circa 90 litri (da 480 a 390 litri, per l'esattezza).
Meccanicamente, la ActiveHybrid 3 unisce un motore elettrico da 54 CV (40 kW) al tradizionale propulsore 3 litri turbo benzina da 306 CV già presente sulla 335i. Come risultato si è ottenuto un gruppo propulsore in grado di erogare fino a 340 CV e 450 Nm in modalità combinata. Il cambio utilizzato è l'automatico Steptronic ad 8 rapporti. In modalità completamente elettrica, la velocità massima è di 60 km/h (75 km/h in modalità ECO PRO), mentre in configurazione combinata (con il motore elettrico che agisce solo in aiuto del motore a benzina), si raggiungono i 160 km/h. Quando invece a funzionare è il solo motore termico, la velocità di punta raggiunge i canonici 250 km/h autolimitati.
In Europa, la presentazione ufficiale è avvenuta al Salone di Parigi, nell'autunno del 2012, tuttavia la vettura era già ordinabile a partire dalla tarda estate, quando ha cominciato ad apparire nei listini della Casa.
La produzione della ActiveHybrid 3 è cessata nel marzo 2015, in concomitanza con il lancio del restyling della F30, ma il modello è rimasto in listino fino all'inizio dell'estate, quando la F30 aggiornata ha cominciato a far capolino nei listini europei.

### La 330e Plug-in
Il salone di Francoforte del 2015 ha tenuto a battesimo il modello erede della ActiveHybrid 3, ossia la 330e Plug-in, la cui commercializzazione è stata però fissata per la fine dell'anno. La vettura fa parte di una nuova serie di modelli ibridi di nuova generazione, modelli facenti parte del programma eDrive. La 330e Plug-in è spinta da due motori, uno endotermico da 2 litri, in pratica lo stesso della 320i post-restyling, più un motore elettrico da 88 CV posto davanti al cambio, anche in questo caso un automatico ad 8 rapporti. La potenza massima combinata dei due motori (che non è data dalla somma delle due potenze massime) è di 252 CV, mentre la coppia massima è di 420 Nm. Come spesso succede nelle auto ibride, la presenza del pacco batterie sottrae spazio al bagaglio, la cui capacità in questo caso scende a 370 litri. Onde evitare surriscaldamenti, le batterie sono raffreddate mediante un sistema a liquido criogenico. La 330e Plug-in può viaggiare in modalità combinata oppure sfruttando solo uno dei due propulsori. Nel caso di funzionamento con il solo motore elettrico, la velocità è autolimitata a 120 km/h, mentre sfruttando anche (o solo) il motore a benzina, la velocità massima raggiungibile è di 225 km/h. La 330e Plug-i è stata tolta di listino contestualmente all'uscita di scena della berlina nell'autunno del 2018.

## La Serie 3 F30 e le forze dell'ordine

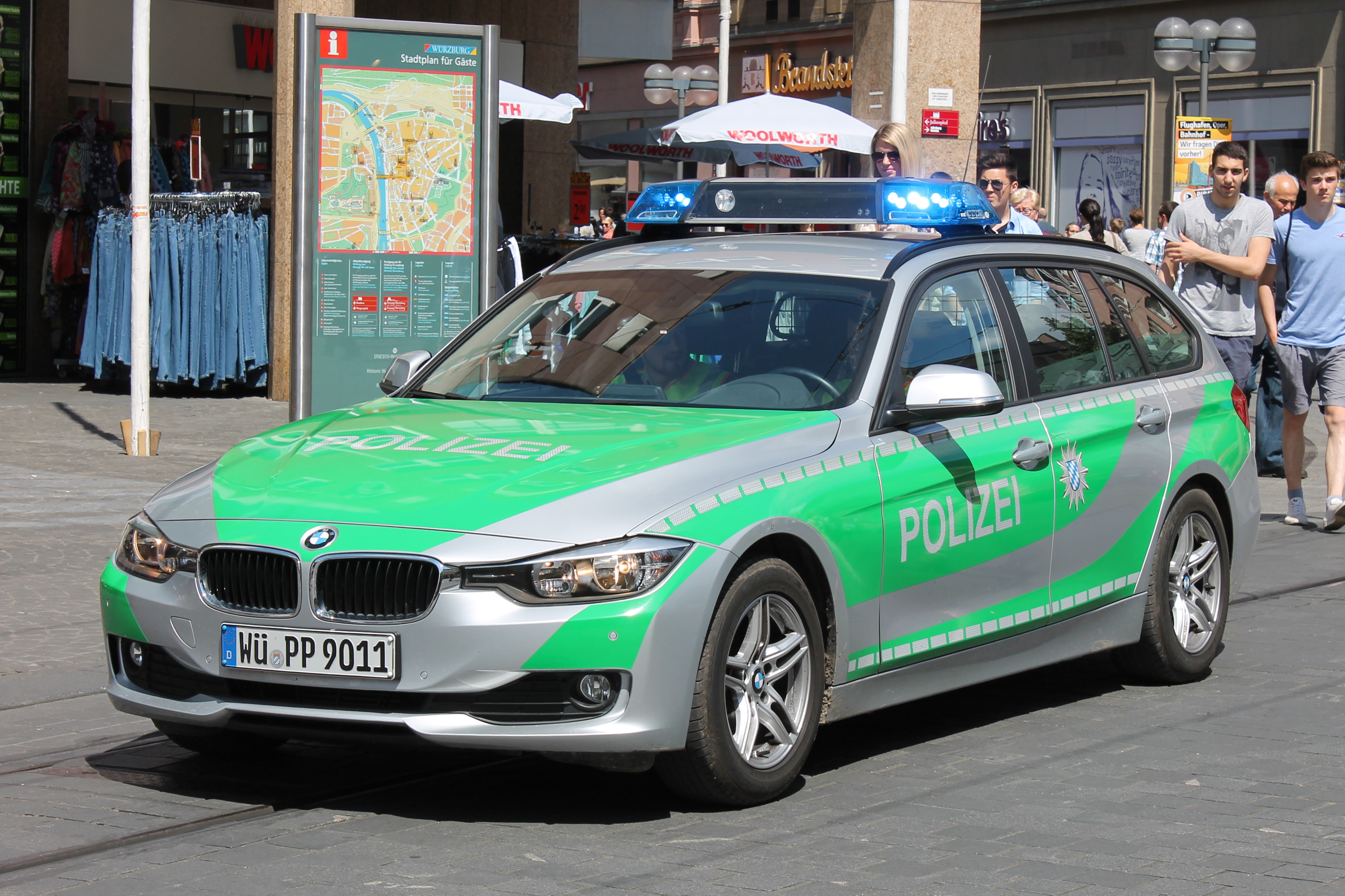
BMW Serie 3 Touring della Polizia tedesca del 2014

La Serie 3 viene utilizzata sia dalla polizia tedesca con livrea grigio-verde sia dalla polizia italiana in colorazione bianco-azzurro. In Germania la vettura è una 318d Touring e ne sono state consegnate alle forze dell'ordine 1845.
Nel marzo 2016 sono state fornite alla Polizia di stato 278 volanti per un totale di 900 entro il 2017, che sono delle 320d Touring che andranno progressivamente a rimpiazzare le Alfa Romeo 159 Sportwagon in dotazione.
Le auto della Polizia stradale italiana sono dotate di doppio lampeggiante, faro stroboscopico e un pannello digitale entrambi a LED sul tetto, mentre nel vano posteriore bagagli vi sono collocati strumenti quali etilometro e estintore; nell'abitacolo vi sono presenti la classica radio, una telecamera per rilevare infrazioni e controllo della velocità, un tablet collegato alla centrale di polizia e un'antenna satellitare per i rilievi geografici degli incidenti stradali.

## Riepilogo caratteristiche
Di seguito vengono riepilogate le caratteristiche relative alle varie versioni previste per la gamma F30/F31.
| Modello                 | Carrozzeria        | Motore                    | Cilindrata cm³     | Alimentazione                               | Potenza CV/rpm     | Coppia Nm/rpm      | Trazione            | Cambio/ N° marce   | Massa a vuoto (kg) | Velocità max       | Acceler. 0–100 km/h | Consumo (l/100 km) | Emissioni CO2 (g/km) | Commercia- lizzazione |
| Versioni a benzina      | Versioni a benzina | Versioni a benzina        | Versioni a benzina | Versioni a benzina                          | Versioni a benzina | Versioni a benzina | Versioni a benzina  | Versioni a benzina | Versioni a benzina | Versioni a benzina | Versioni a benzina  | Versioni a benzina | Versioni a benzina   | Versioni a benzina    |
| ----------------------- | ------------------ | ------------------------- | ------------------ | ------------------------------------------- | ------------------ | ------------------ | ------------------- | ------------------ | ------------------ | ------------------ | ------------------- | ------------------ | -------------------- | --------------------- |
| 316i                    | berlina            | N13B16                    | 1598               | Iniezione diretta + turbo twin-scroll       | 136/4350           | 220/ 1350-4300     | P o s t e r i o r e | M/6                | 1.385              | 210                | 8"9                 | 5.9                | 134                  | 09/2012-05/2015       |
| 316i                    | berlina            | B38B15                    | 1499               | Iniezione diretta + turbo twin-scroll       | 136/ 4500-6000     | 220/ 1250-4500     | P o s t e r i o r e | M/6                | 1.400              | 210                | 8"9                 | 5.9                | 129                  | 06/2015-09/2018       |
| 316i                    | Touring            | N13B16                    | 1598               | Iniezione diretta + turbo twin-scroll       | 136/4350           | 220/ 1350-4300     | P o s t e r i o r e | M/6                | 1.450              | 210                | 9"4                 | 6.3                | 143                  | 03/2013-05/2015       |
| 316i                    | Touring            | B38B15                    | 1499               | Iniezione diretta + turbo twin-scroll       | 136/ 4500-6000     | 220/ 1250-4500     | P o s t e r i o r e | M/6                | 1.470              | 210                | 9"2                 | 6.2                | 137                  | 06/2015-05/2019       |
| 320i Efficient Dynamics | berlina            | N13B16                    | 1598               | Iniezione diretta + turbo twin-scroll       | 170/4800           | 250/4800           | P o s t e r i o r e | M/6                | 1.390              | 230                | 7"6                 | 5.3                | 124                  | 09/2012-05/2015       |
| 320i                    | berlina            | N20B20                    | 1997               | Iniezione diretta + turbo twin-scroll       | 184/ 5000-6250     | 270/ 1250-4500     | P o s t e r i o r e | M/6                | 1.400              | 235                | 7"3                 | 6.1                | 144                  | 04/2012-05/2015       |
| 320i                    | berlina            | B48B20                    | 1998               | Iniezione diretta + turbo twin-scroll       | 184/ 5000-6500     | 270/ 1350-4600     | P o s t e r i o r e | M/6                | 1.430              | 235                | 7"2                 | 6.4                | 138                  | 06/2015-09/2018       |
| 320i                    | Touring            | N20B20                    | 1997               | Iniezione diretta + turbo twin-scroll       | 184/ 5000-6250     | 270/ 1250-4500     | P o s t e r i o r e | M/6                | 1.465              | 233                | 7"5                 | 6.7                | 155                  | 06/2012-05/2015       |
| 320i                    | Touring            | B48B20                    | 1998               | Iniezione diretta + turbo twin-scroll       | 184/ 5000-6500     | 270/ 1350-4600     | P o s t e r i o r e | M/6                | 1.510              | 230                | 7"5                 | 6.8                | 147                  | 06/2015-05/2019       |
| 320i xDrive             | berlina            | N20B20                    | 1997               | Iniezione diretta + turbo twin-scroll       | 184/ 5000-6250     | 270/ 1250-4500     | I n t e g r a l e   | M/6                | 1.470              | 232                | 7"4                 | 6.5                | 152                  | 08/2012-05/2015       |
| 320i xDrive             | berlina            | B48B20                    | 1998               | Iniezione diretta + turbo twin-scroll       | 184/ 5000-6500     | 270/ 1350-4600     | I n t e g r a l e   | M/6                | 1.520              | 232                | 7"5                 | 7.3                | 159                  | 06/2015-09/2018       |
| 320i xDrive             | Touring            | N20B20                    | 1997               | Iniezione diretta + turbo twin-scroll       | 184/ 5000-6250     | 270/ 1250-4500     | I n t e g r a l e   | M/6                | 1.555              | 225                | 7"6                 | 6.8                | 159                  | 06/2012-05/2015       |
| 320i xDrive             | Touring            | B48B20                    | 1998               | Iniezione diretta + turbo twin-scroll       | 184/ 5000-6500     | 270/ 1350-4600     | I n t e g r a l e   | M/6                | 1.600              | 225                | 7"7                 | 7.8                | 169                  | 06/2015-05/2019       |
| 328i                    | berlina            | N20B20                    | 1997               | Iniezione diretta + turbo twin-scroll       | 245/ 5000-6500     | 350/ 1250-4800     | P                   | M/6                | 1.430              | 250                | 5"9                 | 6.5                | 149                  | 02/2012-05/2015       |
| 328i                    | Touring            | N20B20                    | 1997               | Iniezione diretta + turbo twin-scroll       | 245/ 5000-6500     | 350/ 1250-4800     | P                   | M/6                | 1.500              | 250                | 6"                  | 6.8                | 159                  | 06/2012-05/2015       |
| 328i xDrive             | berlina            | N20B20                    | 1997               | Iniezione diretta + turbo twin-scroll       | 245/ 5000-6500     | 350/ 1250-4800     | I                   | M/6                | 1.520              | 250                | 5"7                 | 6.9                | 162                  | 08/2012-05/2015       |
| 328i xDrive             | Touring            | N20B20                    | 1997               | Iniezione diretta + turbo twin-scroll       | 245/ 5000-6500     | 350/ 1250-4800     | I                   | M/6                | 1.590              | 250                | 5"9                 | 7.1                | 166                  | 08/2012-05/2015       |
| 330i                    | berlina            | B48B20                    | 1998               | Iniezione diretta + turbo twin-scroll       | 252/ 5200-6500     | 350/ 1450-4800     | P                   | M/6                | 1.470              | 250                | 5"9                 | 6.9                | 151                  | 06/2015-09/2018       |
| 330i                    | Touring            | B48B20                    | 1998               | Iniezione diretta + turbo twin-scroll       | 252/ 5200-6500     | 350/ 1450-4800     | P                   | M/6                | 1.540              | 250                | 6"                  | 7.2                | 157                  | 06/2015-05/2019       |
| 330i xDrive             | berlina            | B48B20                    | 1998               | Iniezione diretta + turbo twin-scroll       | 252/ 5200-6500     | 350/ 1450-4800     | I                   | M/6                | 1.565              | 250                | 5"8                 | 6.5                | 144                  | 06/2015-09/2018       |
| 330i xDrive             | Touring            | B48B20                    | 1998               | Iniezione diretta + turbo twin-scroll       | 252/ 5200-6500     | 350/ 1450-4800     | I                   | M/6                | 1.630              | 250                | 6"                  | 6.9                | 152                  | 06/2015-05/2019       |
| 335i                    | berlina            | N55B30                    | 2979               | Iniezione diretta + turbo twin-scroll       | 306/ 5800-6000     | 400/ 1200-5000     | P                   | M/6                | 1.510              | 250                | 5"5                 | 7.9                | 186                  | 02/2012-05/2015       |
| 335i                    | Touring            | N55B30                    | 2979               | Iniezione diretta + turbo twin-scroll       | 306/ 5800-6000     | 400/ 1200-5000     | P                   | M/6                | 1.575              | 250                | 5"5                 | 8.2                | 189                  | 03/2013-05/2015       |
| 335i xDrive             | berlina            | N55B30                    | 2979               | Iniezione diretta + turbo twin-scroll       | 306/ 5800-6000     | 400/ 1200-5000     | I                   | M/6                | 1.580              | 250                | 5"3                 | 8.2                | 193                  | 08/2012-05/2015       |
| 335i xDrive             | Touring            | N55B30                    | 2979               | Iniezione diretta + turbo twin-scroll       | 306/ 5800-6000     | 400/ 1200-5000     | I                   | A/8                | 1.655              | 250                | 5"1                 | 7.9                | 184                  | 03/2013-05/2015       |
| 340i                    | berlina            | B58B30                    | 2998               | Iniezione diretta + turbo twin-scroll       | 326/ 5500-6500     | 450/ 1380-5000     | P                   | M/6                | 1.540              | 250                | 5"2                 | 8.8                | 152                  | 06/2015-09/2018       |
| 340i                    | Touring            | B58B30                    | 2998               | Iniezione diretta + turbo twin-scroll       | 326/ 5500-6500     | 450/ 1380-5000     | P                   | M/6                | 1.615              | 250                | 5"1                 | 6.8                | 158                  | 06/2015-05/2019       |
| 340i xDrive             | berlina            | B58B30                    | 2998               | Iniezione diretta + turbo twin-scroll       | 326/ 5500-6500     | 450/ 1380-5000     | I                   | M/6                | 1.615              | 250                | 5"                  | 7.5                | 162                  | 06/2015-09/2018       |
| 340i xDrive             | Touring            | B58B30                    | 2998               | Iniezione diretta + turbo twin-scroll       | 326/ 5500-6500     | 450/ 1380-5000     | I                   | M/6                | 1.680              | 250                | 5"                  | 8.1                | 168                  | 06/2015-05/2019       |
| M3                      | berlina            | BMW S55                   | 2979               | Iniezione diretta + doppio turbocompressore | 431/ 5500-7600     | 550/ 1850-5500     | P                   | M/6                | 1.520              | 250                | 4"3                 | 8.8                | 204                  | 06/2014-09/2018       |
| Versioni a gasolio      |                    |                           |                    |                                             |                    |                    |                     |                    |                    |                    |                     |                    |                      |                       |
| 316d                    | berlina            | N47D20                    | 1995               | Turbodiesel common rail                     | 116/4000           | 260 /1750-2500     | P                   | Manuale 6 marce    | 1.410              | 202                | 10"9                | 4.3                | 114                  | 04/2012-05/2015       |
| 316d                    | berlina            | B47D20                    | 1995               | Turbodiesel common rail                     | 116/4000           | 270/ 1250-2750     | P                   | Manuale 6 marce    | 1.420              | 210                | 10"6                | 5.5                | 124                  | 06/2015-09/2018       |
| 316d                    | Touring            | N47D20                    | 1995               | Turbodiesel common rail                     | 116/4000           | 260 /1750-2500     | P                   | Manuale 6 marce    | 1.475              | 200                | 11"3                | 4.7                | 124                  | 07/2012-05/2015       |
| 316d                    | Touring            | B47D20                    | 1995               | Turbodiesel common rail                     | 116/4000           | 270/ 1250-2750     | P                   | Manuale 6 marce    | 1.495              | 200                | 11"2                | 4.1                | 109                  | 06/2015-05/2019       |
| 318d                    | berlina            | N47D20                    | 1995               | Turbodiesel common rail                     | 143/4000           | 320/ 1750-3000     | P                   | M/6                | 1.410              | 212                | 9"                  | 4.4                | 118                  | 04/2012-05/2015       |
| 318d                    | berlina            | B47D20                    | 1995               | Turbodiesel common rail                     | 150/4000           | 320/ 1500-3000     | P                   | M/6                | 1.430              | 215                | 8"6                 | 4                  | 106                  | 06/2015-09/2018       |
| 318d                    | Touring            | N47D20                    | 1995               | Turbodiesel common rail                     | 143/4000           | 320/ 1750-3000     | P                   | M/6                | 1.475              | 210                | 9"2                 | 4.7                | 124                  | 07/2012-05/2015       |
| 318d                    | Touring            | B47D20                    | 1995               | Turbodiesel common rail                     | 150/4000           | 320/ 1500-3000     | P                   | M/6                | 1.500              | 210                | 8"9                 | 4.3                | 112                  | 06/2015-05/2019       |
| 318d xDrive             | berlina            | N47D20                    | 1995               | Turbodiesel common rail                     | 143/4000           | 320/ 1750-3000     | I                   | M/6                | 1.490              | 212                | 9"6                 | 4.8                | 127                  | 07/2013-05/2015       |
| 318d xDrive             | berlina            | B47D20                    | 1995               | Turbodiesel common rail                     | 150/4000           | 320/ 1500-3000     | I                   | M/6                | 1.500              | 212                | 8"8                 | 4.5                | 117                  | 06/2015-09/2018       |
| 318d xDrive             | Touring            | N47D20                    | 1995               | Turbodiesel common rail                     | 143/4000           | 320/ 1750-3000     | I                   | M/6                | 1.560              | 206                | 9"6                 | 5                  | 131                  | 07/2013-05/2015       |
| 318d xDrive             | Touring            | B47D20                    | 1995               | Turbodiesel common rail                     | 150/4000           | 320/ 1500-3000     | I                   | M/6                | 1.570              | 206                | 9"2                 | 4.7                | 123                  | 06/2015-05/2019       |
| 320d EfficientDynamics  | berlina            | N47D20                    | 1995               | Turbodiesel common rail                     | 163/4000           | 380/ 1750-2500     | P                   | M/6                | 1.415              | 230                | 8"                  | 4.1                | 109                  | 02/2012-05/2015       |
| 320d EfficientDynamics  | berlina            | B47D20                    | 1995               | Turbodiesel common rail                     | 163/4000           | 400/ 1750-2250     | P                   | M/6                | 1.420              | 230                | 7"9                 | 4.5                | 102                  | 06/2015-09/2018       |
| 320d EfficientDynamics  | Touring            | N47D20                    | 1995               | Turbodiesel common rail                     | 163/4000           | 380/ 1750-2500     | P                   | M/6                | 1.495              | 222                | 8"3                 | 4.3                | 112                  | 06/2012-05/2015       |
| 320d EfficientDynamics  | Touring            | B47D20                    | 1995               | Turbodiesel common rail                     | 163/4000           | 400/ 1750-2250     | P                   | M/6                | 1.500              | 222                | 8"2                 | 4.1                | 107                  | 06/2015-05/2019       |
| 320d                    | berlina            | N47D20                    | 1995               | Turbodiesel common rail                     | 184/4000           | 380/ 1750-2500     | P                   | M/6                | 1.420              | 235                | 7"5                 | 4.5                | 119                  | 02/2012-05/2015       |
| 320d                    | berlina            | B47D20                    | 1995               | Turbodiesel common rail                     | 190/4000           | 400/ 1750-2500     | P                   | M/6                | 1.430              | 235                | 7"3                 | 4.6                | 116                  | 06/2015-09/2018       |
| 320d                    | Touring            | N47D20                    | 1995               | Turbodiesel common rail                     | 184/4000           | 380/ 1750-2500     | P                   | M/6                | 1.490              | 230                | 7"7                 | 4.8                | 125                  | 07/2012-05/2015       |
| 320d                    | Touring            | B47D20                    | 1995               | Turbodiesel common rail                     | 190/4000           | 400/ 1750-2500     | P                   | M/6                | 1.510              | 230                | 7"6                 | 4.9                | 123                  | 06/2015-05/2019       |
| 320d xDrive             | berlina            | N47D20                    | 1995               | Turbodiesel common rail                     | 184/4000           | 380/ 1750-2500     | I                   | M/6                | 1.520              | 233                | 7"5                 | 4.9                | 128                  | 08/2012-05/2015       |
| 320d xDrive             | berlina            | B47D20                    | 1995               | Turbodiesel common rail                     | 190/4000           | 400/ 1750-2500     | I                   | M/6                | 1.515              | 233                | 7"4                 | 5                  | 126                  | 06/2015-09/2018       |
| 320d xDrive             | Touring            | N47D20                    | 1995               | Turbodiesel common rail                     | 184/4000           | 380/ 1750-2500     | I                   | M/6                | 1.575              | 228                | 7"8                 | 5.3                | 129                  | 08/2012-05/2015       |
| 320d xDrive             | Touring            | B47D20                    | 1995               | Turbodiesel common rail                     | 190/4000           | 400/ 1750-2500     | I                   | M/6                | 1.580              | 228                | 7"6                 | 5.3                | 133                  | 06/2015-05/2019       |
| 325d                    | berlina            | N47D20                    | 1995               | Bi-turbodiesel common rail                  | 218/4400           | 450/ 1500-2500     | P                   | M/6                | 1.475              | 245                | 6"8                 | 5                  | 129                  | 03/2013-02/2016       |
| 325d                    | berlina            | B47D20                    | 1995               | Turbodiesel common rail                     | 224/4400           | 450/ 1500-3000     | P                   | M/6                | 1.495              | 245                | 6"5                 | 4,6                | 121                  | 03/2016-09/2018       |
| 325d                    | Touring            | N47D20                    | 1995               | Bi-turbodiesel common rail                  | 218/4400           | 450/ 1500-2500     | P                   | M/6                | 1.540              | 238                | 6"9                 | 5                  | 134                  | 03/2013-02/2016       |
| 325d                    | Touring            | B47D20                    | 1995               | Turbodiesel common rail                     | 224/4400           | 450/ 1500-3000     | P                   | M/6                | 1.565              | 240                | 6"7                 | 4,9                | 129                  | 03/2016-05/2019       |
| 330d                    | berlina            | N57D30O1                  | 2993               | Turbodiesel common rail                     | 258/4000           | 560/ 2000-2750     | P                   | A/8                | 1.540              | 250                | 5"6                 | 4.9                | 129                  | 07/2012-09/2018       |
| 330d                    | Touring            | N57D30O1                  | 2993               | Turbodiesel common rail                     | 258/4000           | 560/ 2000-2750     | P                   | A/8                | 1.605              | 250                | 5"6                 | 5.1                | 135                  | 07/2012-05/2019       |
| 330d xDrive             | berlina            | N57D30O1                  | 2993               | Turbodiesel common rail                     | 258/4000           | 560/ 2000-2750     | I                   | A/8                | 1.610              | 250                | 5"3                 | 5.3                | 137                  | 03/2013-09/2018       |
| 330d xDrive             | Touring            | N57D30O1                  | 2993               | Turbodiesel common rail                     | 258/4000           | 560/ 2000-2750     | I                   | A/8                | 1.675              | 250                | 5"4                 | 5.5                | 142                  | 03/2013-05/2019       |
| 335d xDrive             | berlina            | N57D30T1                  | 2993               | Bi-turbodiesel common rail                  | 313/4400           | 630/ 1500-2500     | I                   | A/8                | 1.630              | 250                | 4"8                 | 5.4                | 143                  | 07/2013-09/2018       |
| 335d xDrive             | Touring            | N57D30T1                  | 2993               | Bi-turbodiesel common rail                  | 313/4400           | 630/ 1500-2500     | I                   | A/8                | 1.690              | 250                | 4"9                 | 5.6                | 148                  | 12/2013-05/2019       |
| Versioni ibride         |                    |                           |                    |                                             |                    |                    |                     |                    |                    |                    |                     |                    |                      |                       |
| Activehybrid 3          | berlina            | N55B30 + motore elettrico | 2979               | Iniez. elett. diretta + batteria            | 340                | 450                | Poste- riore        | A/8                | 1.655              | 250                | 5"3                 | 5.9                | 139                  | 08/2012-05/2015       |
| 330e Plug-in            | berlina            | B48B20 + motore elettrico | 1998               | Iniez. elett. diretta + batteria            | 252                | 420                | Poste- riore        | A/8                | 1.735              | 225                | 6"1                 | 2.1                | 49                   | 12/2015-09/2018       |